# Alemdar Mustafa Pascha

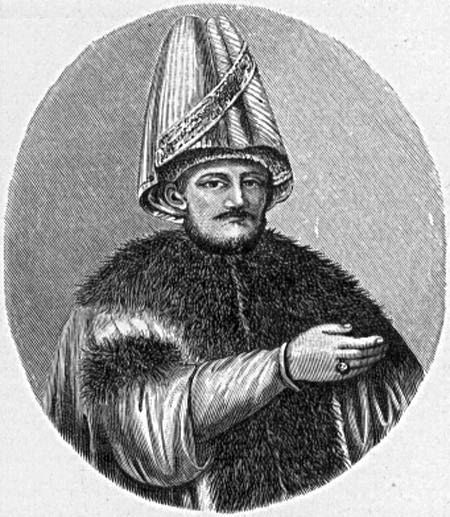
Alemdar Mustafa Pascha

Alemdar Mustafa Pascha, auch bekannt als Mustafa Bayraktar („Fahnenträger“) (* 1755 in Hotin; † 14. November 1808 in Istanbul), war ein osmanischer Großwesir.
Der Sohn armer Eltern trat in die Armee ein, arbeitete sich durch Glück und Tapferkeit empor, focht 1806 als Pascha von Rustschuk gegen Russland, wurde 1806–1807 Wali (Gouverneur) des Eyâlet Silistrien, suchte dann den durch die Janitscharen abgesetzten Sultan Selim III. wieder auf den Thron zu setzen, marschierte 1808 mit seiner Armee nach Konstantinopel.  Als aber Sultan Mustafa IV., den Alemdar Mustafa Pascha zur Abdankung zwingen wollte, Selim ermorden ließ, verhaftete Alemdar Mustafa Pascha den Sultan und rief 28. Juli 1808 dessen Bruder Mahmut II. zum Sultan aus. Alemdar Mustafa Pascha wurde dessen Großwesir, suchte nun die Reformen Selims durchzuführen und die unbotmäßigen Janitscharen vollends zu vernichten, fand aber bei einem Aufstand des Pöbels, der Ulema und Janitscharen 14. November 1808 in seinem vom Pöbel angezündeten Palast einen Tod durch Erstickung.